# Élection présidentielle américaine de 1980 dans le Mississippi
L'élection présidentielle américaine de 1980 dans le Mississippi se déroule le mardi 4 novembre 1980. L'ancien gouverneur de Californie et candidat républicain à la présidence Ronald Reagan l'emporte d'une courte tête sur le président sortant Jimmy Carter.

## Campagne
C'est dans le Mississippi que Ronald Reagan a fait un discours défendant les droits des États, lorsqu'il se rendit à la foire du comté de Neshoba le 3 août 1980. La localisation avait été choisie pour attirer le maximum d'électeurs du Sud,. Environ 15 000 personnes ont assisté au meeting. Le meeting fut organisé à proximité de Philadelphia, où ont eu lieu les meurtres de la Freedom Summer par le shérif du comté et des militants du Ku Klux Klan en 1964,. Ronald Reagan déclara durant son discours : 
« I still believe the answer to any problem lies with the people. I believe in states' rights. I believe in people doing as much as they can for themselves at the community level and at the private level, and I believe we've distorted the balance of our government today by giving powers that were never intended in the Constitution to that federal establishment. »
« Je crois dans le droit des États [...]. Et je crois que nous avons déréglé l'équilibre de nos institutions aujourd'hui en donnant des  pouvoirs à l'État fédéral qui ne correspondent pas à ce que dit la Constitution. »
 Pour sa biographe Françoise Coste, ce passage était un « signal plus ou moins codé envoyé aux sudistes racistes ». Sa promesse de restaurer les pouvoirs des États fut considéré comme une poursuite de la « southern strategy » entreprise par Barry Goldwater et Richard Nixon. Certains ont cependant considéré que Ronald Reagan était lui-même raciste. Cependant, c'est surtout l'électorat évangéliste qui intéressait Reagan.

## Résultats
| Inscrits                 | Inscrits                 | Inscrits                          | 1 723 000 |             |  |  |
| Abstentions              | Abstentions              | Abstentions                       | 830 380   | 48,19 %     |  |  |
| Votants                  | Votants                  | Votants                           | 892 620   | 51,81 %     |  |  |
|                          |                          |                                   |           |             |  |  |
| Bulletins enregistrés    | Bulletins enregistrés    | Bulletins enregistrés             | 892 620   |             |  |  |
| Bulletins blancs ou nuls | Bulletins blancs ou nuls | Bulletins blancs ou nuls          | 0         | 0 %         |  |  |
| Suffrages exprimés       | Suffrages exprimés       | Suffrages exprimés                | 892 620   | 100 %       |  |  |
|                          |                          |                                   |           |             |  |  |
|                          | Candidat                 | Parti                             | Suffrages | Pourcentage |  |  |
|                          | Ronald Reagan            | Parti républicain                 | 441 089   | 49,42 %     |  |  |
|                          | Jimmy Carter             | Parti démocrate                   | 429 281   | 48,09 %     |  |  |
|                          | John Anderson            | Sans étiquette                    | 12 036    | 1,35 %      |  |  |
|                          | Ed Clark (en)            | Parti libertarien                 | 5 465     | 0,61 %      |  |  |
|                          | Deirdre Griswold (en)    | Parti du monde des travailleurs   | 2 402     | 0,27 %      |  |  |
|                          | Andrew Pulley (en)       | Parti socialiste des travailleurs | 2 347     | 0,26 %      |  |  |

## Analyse
C'est le cinquième plus petit écart de l'élection avec une marge de 1,32 pour cent et de 11 808 voix seulement. Jimmy Carter obtient un bon score en partie du fait de son statut de « sudiste »,. Ronald Reagan réalise de très bons scores dans les suburbs, ce qui contribue à faire la bascule dans les anciens États confédérés. Il obtient également la majorité du vote évangélique.
Le comté de Clarke voit Jimmy Carter et Ronald Reagan obtenir le même nombre de voix. C'est la dernière fois que ce comté ne vote pas en faveur du Parti démocrate. John Anderson obtient son deuxième plus mauvais résultat dans cet État, et ses plus mauvais résultats de manière globale dans les anciens États confédérés,. En moyenne, seuls 3 % des électeurs du Sud ont voté pour lui,. Depuis cette élection, le Mississippi a toujours voté en faveur du candidat du Parti républicain et de nombreux comtés de l'État en changé (switched) de couleur depuis.